# Universidade Estadual de Montana
A Universidade Estadual de Montana (MSU) é uma universidade pública localizada em Bozeman, em Montana. O Estado é o dono da universidade e do campus principal, e também do Sistema de Universidades de Montana. A MSU oferece bacharelado em 51 campos, mestrado em 41 campos, e doutorado em 18 áreas através de suas nove faculdades.
Mais de 14.100 alunos estudam na MSU. O campus principal da universidade em Bozeman é o lar da televisão KUSM, da rádio KGLT e do Museum of the Rockies. A MSU fornece serviços de proximidade aos cidadãos e comunidades em todo o estado através de suas oito estações experimentais agrícolas e 60 escritórios municipais.

## História
A MSU foi fundada em 1893 a partir de doações de terras do estado, na época era chamada de Colégio Agrícola do Estado de Montana. Rebatizada em 1920 como Colégio de Artes, Agricultura e Mecânica de Montana.
Reconhecendo o crescimento da instituição e excelência no ensino de graduação e pós-graduação, a assembléia estadual mudou o nome da universidade para Montana State University, em 1 julho de 1965. Localizado no sul de Bozeman, a universidade tem 470 hectares, sendo o maior campus no estado. A elevação do campus é de 1493 metros acima do nível do mar.

## Academias
MSU é líder nacional em bolsas de pós-graduação e está entre as dez melhores instituições do país. A Montana State University, recentemente fez um nome cognome para si mesmo: "Universidade de Yellowstone", por sua extensa pesquisa e atividades acadêmicas relativas ao Grande Ecossistema de Yellowstone. A universidade recebeu está em quinto lugar no número de bolsistas do National Science Foundation para estudos em Yellowstone.

### Faculdades
- Escola Superior de Agricultura
- Faculdade de Artes e Arquitetura
- Faculdade de Economia
- Faculdade de Desenvolvimento Humano, Educação e Saúde
- Faculdade de Engenharia
- Faculdade de Ciências e Letras
- Escola de Enfermagem
- Colégio de Pós-Graduação

### Colégio Gallatin
O Colégio Gallatin é uma faculdade que fornece cursos de dois anos e serviços para estudantes da MSU, incluindo: dormitórios, instalações, biblioteca e serviços de saúde. Em setembro de 2011, o colégio abriu mais três novos cursos.

## Atletismo
As equipes de atletismo da MSU são apelidadas de Bobcats, e participam da 1º Divisão do NCAA, dos quais a universidade é um membro fundador. Eles competem em 15 modalidades.

## Alunos famosos
- Ken Amato, (1998)[7]
- Rudy Autio, artista[8]
- Kevin Connolly, (2008) autor, fotógrafo e cineasta.[9]
- Doug Coombs, (1985) vencedor do Campeonato Mundial de Ski, em 1991 e 1993 [10][11][12]
- John Dahl, (1980) diretor e roteirista[13]
- Lance Deal, (1984) medalha de prata olímpica de arremesso[14]
- Kevin Donavan, (1982) diretor de longas-metragens[15]
- Dennis Erickson, (1970) treinador e jogador da NFL[16]
- Zales Ecton, (1919) senador estadual de Montana entre 1947 a 1951[17][18]
- Maurice Hilleman (1966) microbiologista.[12][19]
- Craig Kilborn, (1987) ator e apresentador de TV[20]
- David S. Lee, (1960)
- Sam McCullum, (1974)[21]
- Mike McLeod, (1979)[22]
- Wally McRae, (1958) ativista[12][23]
- Larry Rubens, (1982)[24]
- Brian Schweitzer, (MS 1980) governador de Montana (2005-2013)
- Mary Higby Schweitzer (Ph.D 1995), paleontólogo.
- Diane Smith, (MA 2004)[25]
- Jan Stenerud (1966)[26]
- Kari Swenson, atleta.[27]
- Joe Tiller (1964), ex-treinador
- Peter Voulkos, artista
- Sarah Vowell, (1993) jornalista[12]
- Irving Weissman (1961) professor[12]
- Tom Brokaw, jornalista e autor[28]
- Elouise Cobell, empresário e ativista[29]
- Lincoln Chafee, governador de Rhode Island
- Alex Lowe[30]
- Richard Brautigan[31]
- Peter Fonda[32]
- Jack Horner[33]
- Patrick Markey[34]
- Christopher Parkening[35] professor[36]
- Robert Pirsig, autor[37]
- Bill Pullman[38][39]
- David Quammen, escritor[40]
- Frances Senska, professor de artes[41][42]
- Gary Strobel, microbiologista e professor[43]